# 渌洋湖
渌洋湖是一个位于中国江苏省扬州市江都区的湖泊，面积约为10平方千米。